# Telo (bestuurslaag)
Telo is een bestuurslaag in het regentschap Tapanuli Selatan van de provincie Noord-Sumatra, Indonesië. Telo telt 515 inwoners (volkstelling 2010).